# Patricio Hurtado
Patricio Hurtado (Píllaro, Ecuador; 9 de agosto de 1970) es un director técnico y exfutbolista ecuatoriano que se desempeñaba como delantero.

## Trayectoria

### Como futbolista
Patricio Hurtado debutó profesionalmente en 1990 con el Club Deportivo El Nacional, donde permaneció hasta 1993. Durante su paso por el equipo quiteño, obtuvo el título del campeonato ecuatoriano en 1992.
En 1994 se incorporó a Liga Deportiva Universitaria de Quito, club con el que alcanzó notoriedad como delantero. Fue parte del equipo que se consagró campeón nacional en 1998 y 1999, y se convirtió en uno de los máximos goleadores históricos del club en campeonatos nacionales, siendo superado únicamente por José Vicente Moreno.
En 2001 jugó para Macará y posteriormente para Técnico Universitario. En 2002 tuvo un breve regreso a Liga de Quito antes de finalizar su carrera en el fútbol profesional con Tungurahua Sporting Club y la Universidad Tecnológica Equinoccial (UTE).

### Como entrenador
Inició su carrera como entrenador en 2017, cuando asumió la dirección técnica de Técnico Universitario. En su primera temporada logró el ascenso del club a la Serie A del fútbol ecuatoriano, además de obtener el campeonato de la Serie B de ese año.
El 6 de septiembre de 2022 fue nombrado director técnico de Cumbayá FC, equipo al que dirigió hasta el 8 de noviembre de 2023, siendo reemplazado por Leonardo Vanegas.Antes había sido asistente de Carlos Calderón.
En 2024 fue designado entrenador interino de Liga Deportiva Universitaria de Quito, tras la salida de Josep Alcácer. Durante su paso por el club, hasta mayo de ese año, dirigió 33 partidos oficiales, registrando 7 victorias, 15 empates y 11 derrotas.
En mayo de 2025, fue nuevamente designado entrenador interino de Liga de Quito luego de la salida del entrenador argentino Pablo Sánchez.

## Selección nacional
Fue parte del plantel de la selección de fútbol de Ecuador en las Copas América 1991 y 1995. Jugó 3 partidos por selección: 2 en la Copa América 1995 y 3 en amistosos internacionales.

### Participaciones enCopas América
| Torneo                 | Sede                   | Resultado              | PJ | GA | Asis |
| ---------------------- | ---------------------- | ---------------------- | -- | -- | ---- |
| Copa América 1991      | Chile                  | Fase de grupos         | 0  | 0  | 0    |
| Copa América 1995      | Uruguay                | Fase de grupos         | 2  | 0  | 0    |
| Total en Copas América | Total en Copas América | Total en Copas América | 2  | 0  | 0    |

## Clubes

### Como futbolista
| Equipo                | País    | Año         |
| --------------------- | ------- | ----------- |
| El Nacional           | Ecuador | 1990 - 1993 |
| Liga de Quito         | Ecuador | 1994 - 2000 |
| Macará                | Ecuador | 2001        |
| Liga de Quito         | Ecuador | 2002        |
| Técnico Universitario | Ecuador | 2003 - 2004 |
| Tungurahua S. C.      | Ecuador | 2005        |
| UTE                   | Ecuador | 2006 - 2007 |

### Como entrenador
| Equipo                   | País    | Año       |
| ------------------------ | ------- | --------- |
| Técnico Universitario    | Ecuador | 2017-2018 |
| América de Ambato        | Ecuador | 2018-2022 |
| Cumbayá (asistente)      | Ecuador | 2022      |
| Cumbayá                  | Ecuador | 2022-2023 |
| Liga de Quito (interino) | Ecuador | 2024      |
| Liga de Quito (interino) | Ecuador | 2025      |

## Palmarés

### Como jugador
| Título  | Equipo        | País    | Año  |
| ------- | ------------- | ------- | ---- |
| Serie A | El Nacional   | Ecuador | 1992 |
| Serie A | Liga de Quito | Ecuador | 1998 |
| Serie A | Liga de Quito | Ecuador | 1999 |

### Como entrenador
| Título  | Equipo                | País    | Año  |
| ------- | --------------------- | ------- | ---- |
| Serie B | Técnico Universitario | Ecuador | 2017 |